# KF Tërbuni
KF Tërbuni – albański klub piłkarski z siedzibą w Puce, założony w 1939 roku. W sezonie 2014/2015 zajął 1. miejsce w grupie A Kategoria e Dytë z 69 punktami i awansował do Kategoria Superiore po raz pierwszy w historii. W ostatnim meczu sezonu Tërbuni wygrało 2:0 z Besëlidhją Lezha. W debiutanckim sezonie klub zajął ostatnie, 10. miejsce z 18 punktami i spadł do Kategoria e Parë.
Drużyna rozgrywa swoje mecze na Stadiumi Ismail Xhemali o pojemności 1950 widzów.